# Diabolocatantops sukhadae
Diabolocatantops sukhadae är en insektsart som beskrevs av Bhowmik 1986. Diabolocatantops sukhadae ingår i släktet Diabolocatantops och familjen gräshoppor. Inga underarter finns listade i Catalogue of Life.